# Garibaldi (metrostation Parijs)
Garibaldi is een station van de metro in Parijs langs metrolijn 13 in de gemeente Saint-Ouen-sur-Seine in het departement Seine-Saint-Denis.
Het station is genoemd naar Giuseppe Garibaldi (1807-1882), de stichter van het huidige Italië.
Dicht bij dit metrostation was er de (eind)spoorwegstation Saint-Ouen-Garibaldi, waarvan treinen vertrokken naar Ermont via Gennevilliers. Met het in dienst stellen van de RER C tak naar Ermont is dit gedeelte van de spoorlijn opgeheven voor reizigers.
Noordwestelijke tak:
Les Courtilles · 
Les Agnettes · 
Gabriel Péri · 
Mairie de Clichy · 
Porte de Clichy · 
Brochant

Noordoostelijke tak: Saint-Denis - Université · 
Basilique de Saint-Denis · 
Saint-Denis - Porte de Paris · 
Carrefour Pleyel · 
Mairie de Saint-Ouen · 
Garibaldi · 
Porte de Saint-Ouen · 
Guy Môquet

Gemeenschappelijk: La Fourche · 
Place de Clichy · 
Liège · 
Saint-Lazare · 
Miromesnil · 
Champs-Élysées - Clemenceau · 
Invalides · 
Varenne · 
Saint-François-Xavier · 
Duroc · 
Montparnasse - Bienvenüe · 
Gaîté · 
Pernety · 
Plaisance · 
Porte de Vanves · 
Malakoff - Plateau de Vanves · 
Malakoff - Rue Étienne Dolet · 
Châtillon - Montrouge